# 건염 (연호)
건염(建炎, 1127년 5월 ~ 1130년)은 남송 고종(高宗) 조구(趙構)의 첫번째 연호이다. 3년 7개월 가량 사용하였다.
청나라의 관리 임시대(林時對)가 쓴《하삽총담》(荷牐叢談)의 〈열조연호변오〉(列朝年號辨誤)에서 원래 최종 연호로는 염흥(炎興)이였으나, 염흥 연호가 촉한 후주가 촉한 멸망 전에 사용한 연호라서 사용하기를 꺼려했다. 그러므로 뒤에 흥(興) 자 대신 앞에 비슷한 의미의 건(建) 자를 사용하여 건염으로 최종적으로 연호를 정하였다고 적고있다.
건염 3년 3월, 대금 굴욕 외교에 반대하는 무단파(武断派)에 의해 고종(高宗)은 퇴위되고, 황태자 조부(趙旉)를 옹립하게 된다. 그러나, 문치파(文治派)의 반대로 인해 고종이 다음달에 황제로 복귀하게 된다.

## 개원
- 정강(靖康) 2년 5월 1일[2](율리우스력 1127년 6월 12일)에 남쪽에서 송나라를 재건한 후, 연호를 건염(建炎)으로 개원함.[3][4][5][6]

- 건염(建炎) 3년 3월 11일[7](율리우스력 1129년 4월 1일)에 황태자를 옹립하고, 연호를 명수(明受)로 개원함.[8][9][6]

- 명수(明受) 원년 4월 3일[10](율리우스력 1129년 4월 22일)에 황제가 복위 된 후, 연호를 건염(建炎)으로 환원함.[8][11][6]

- 건염(建炎) 5년 1월 1일[12](율리우스력 1131년 1월 31일)에 연호를 소흥(紹興)으로 개원함.[13][14][5][6]

## 연대 대조표
| 건염 | 서기 (西紀) | 간지 (干支) | 금나라 연호    | 서하 연호       |
| 원년 | 1127년      | 정미 (丁未) | 천회(天會) 5년 | 정덕(正德) 원년 |
| 2년  | 1128년      | 무신 (戊申) | 천회 6년       | 정덕 2년        |
| 3년  | 1129년      | 기유 (己酉) | 천회 7년       | 정덕 3년        |
| 4년  | 1130년      | 경술 (庚戌) | 천회 8년       | 정덕 4년        |

## 동시대 연호

### 중국
금(金)
- 천회(天會) (1123년 ~ 1137년)

서하(西夏)
- 정덕(正德) (1127년 ~ 1134년)

대리국(大理國)
- 가영(嘉永) (1122년 ~ 1128년)
- 보천(保天) (1129년 ~ 1137년)

서요(西遼)
- 연경(延慶) (1124년 ~ 1133년)

유제(劉齊)
- 부창(阜昌) (1130년 ~ 1137년)

기타
- 종상(鍾相) 천재(天載) (1130년)

### 베트남
- 티엔푸카인토(天符慶壽) (1127년)
- 티엔투언(天順) (1128년 ~ 1132년)

### 일본
- 다이지(大治) (1126년 ~ 1131년)

## 같이 보기
- 중국의 연호 목록